# Selago retropilosa
Selago retropilosa är en flenörtsväxtart som beskrevs av O.M. Hilliard. Selago retropilosa ingår i släktet Selago och familjen flenörtsväxter. Inga underarter finns listade i Catalogue of Life.